# Rattus morotaiensis
Rattus morotaiensis é uma espécie de roedor da família Muridae.
Apenas pode ser encontrada na Indonésia.